# سزار فرانکالانسیا
سزار فرانکالانسیا (انگلیسی: Cesare Francalancia؛ زادهٔ ۲۱ دسامبر ۱۹۱۶) بازیکن فوتبال اهل ایتالیا است.
از باشگاه‌هایی که در آن بازی کرده‌است می‌توان به باشگاه فوتبال آ.اس. رم اشاره کرد.